# Barton Turf
Barton Turf è un villaggio e parrocchia civile dell'Inghilterra, appartenente alla contea del Norfolk.